# İsmet Sezgin
İsmet Abdullah Sezgin né le 6 janvier 1928 à Aydın et mort le 7 décembre 2016 à Ankara est un homme politique turc.
Il est diplômé de la Haute École Commerciale et Économique d'Izmir. Il entre la vie politique en rejoignant DP et il est membre de la conseil d'administration de la fédération de DP à Denizli en 1952. Il est maire d'Aydın entre 1955-1960. Après le Coup d'État de 1960 il est arrêté et plus tard il fonde la fédération de la parti de la justice à Aydın. Il est député d'Aydın entre 1961-1980 et 1991-1999. Il est président de Gençlerbirliği SK entre 1966-1967. Il est président de la commission du budget à la Grande Assemblée nationale de Turquie. Il est le premier ministre de la jeunesse et des sports de Turquie (1969-1971). Il est ministre des finances (1979-1980) Après le Coup d'État de 1980 il est inéligible jusqu'en 1987. En 1987, il rejoigne le DYP et élu député en 1991, il est ministre de l'intérieur (1991-1993). Il est président de l'assemblée en 1995. En critiquant le Gouvernement Erbakan Il quitte le DYP et il cofonde le parti de la Turquie démocrate (DTP) en 1997 et président de ce parti entre 1999-2002. Il est vice-premier ministre et ministre de la défense (1997-1999),.